# Gabriel Torres
Gabriel Arturo Torres Tejada (Ciudad de Panamá, Panamá; 31 de octubre de 1988) es un futbolista panameño, juega como delantero y su equipo es el Tauro Fútbol Club de la Primera División de Panamá. Además, es internacional con la Selección de Panamá.

## Trayectoria
Gabriel Torres fue Jugador Revelación del fútbol panameño en 2006 y eso lo llevó a realizar una prueba al Manchester United Club de la Primera División Inglesa de Fútbol. 
En 2007 el equipo La Equidad de la Categoría Primera A colombiana, lo fichó donde jugó pocos partidos, aunque llegó a marcar goles. En enero de 2009 fue fichado por América de Cali, club con el que tendría la oportunidad de jugar la Copa Libertadores 2009; sin embargo, no tuvo continuidad debido a que no realizó la pretemporada completa con el equipo. A finales de marzo fue separado del club por actos de indisciplina.
Su buen desempeño en la Copa Oro 2013 en la que anotó cinco goles (5), uno de los máximos goleadores del torneo, lo llevaron a que varios equipos se interesaran en él, Cruz Azul de México, Colorado Rapids de la MLS entre otros pujaban por el jugador. Al final Torres optó por el Colorado Rapids de la MLS de Estados Unidos.
En enero de 2010, el jugador vuelve a Colombia, esta vez para vincularse al Atlético Huila. Fue apartado del equipo junto a Erwin Maturana y Néstor Asprilla por motivos de indisciplina.
Después de su regreso a Panamá, fue contratado por el Zamora F.C. equipo de la Primera División de Venezuela donde jugaría por 2 años. Su primera temporada no fue muy buena pero en su segundo año con la llegada del director técnico Noel "Chita" San Vicente ganarían el torneo venezolano, siendo el mejor jugador del torneo del 2013 con 20 goles anotados.
Posteriormente regresó a Panamá para jugar con el San Francisco F. C. en la fase preliminar de la Concacaf Liga Campeones 2010-2011.
Durante el año 2018, Gabriel Torres ficha en el club Huachipato de Chile, jugando a gran nivel durante todo el año, lo que le permite jugar el mundial del Rusia 2018 con su país.
Gabriel torres Terminó siendo uno de los goleadores del campeonato 2018 de la primera división de Chile. 
Tras ser un jugador clave en el campeonato pasado en Chile. El día 31 de enero de 2019 se confirma su llegada a Universidad de Chile,  Preparándose para todos los desafíos nacionales e internacionales con su nuevo club.
Al no ser considerado en gran parte de la primera fase del torneo chileno, es cedido a Independiente del Valle.
A principios del año 2021 se fue a México, llegó a préstamo al Club Universidad Nacional, conocido como Pumas de la UNAM de la Liga MX.
El 20 de septiembre de 2021 se dio a conocer que el Club Universidad Nacional rescindia el contrato con el futbolista por bajo rendimiento para el resto del torneo.
Posteriormente el 21 de septiembre de 2021 llegó cedido a la Liga Deportiva Alajuelense, por lo que restaba del Torneo Apertura de Costa Rica.

## Selección nacional

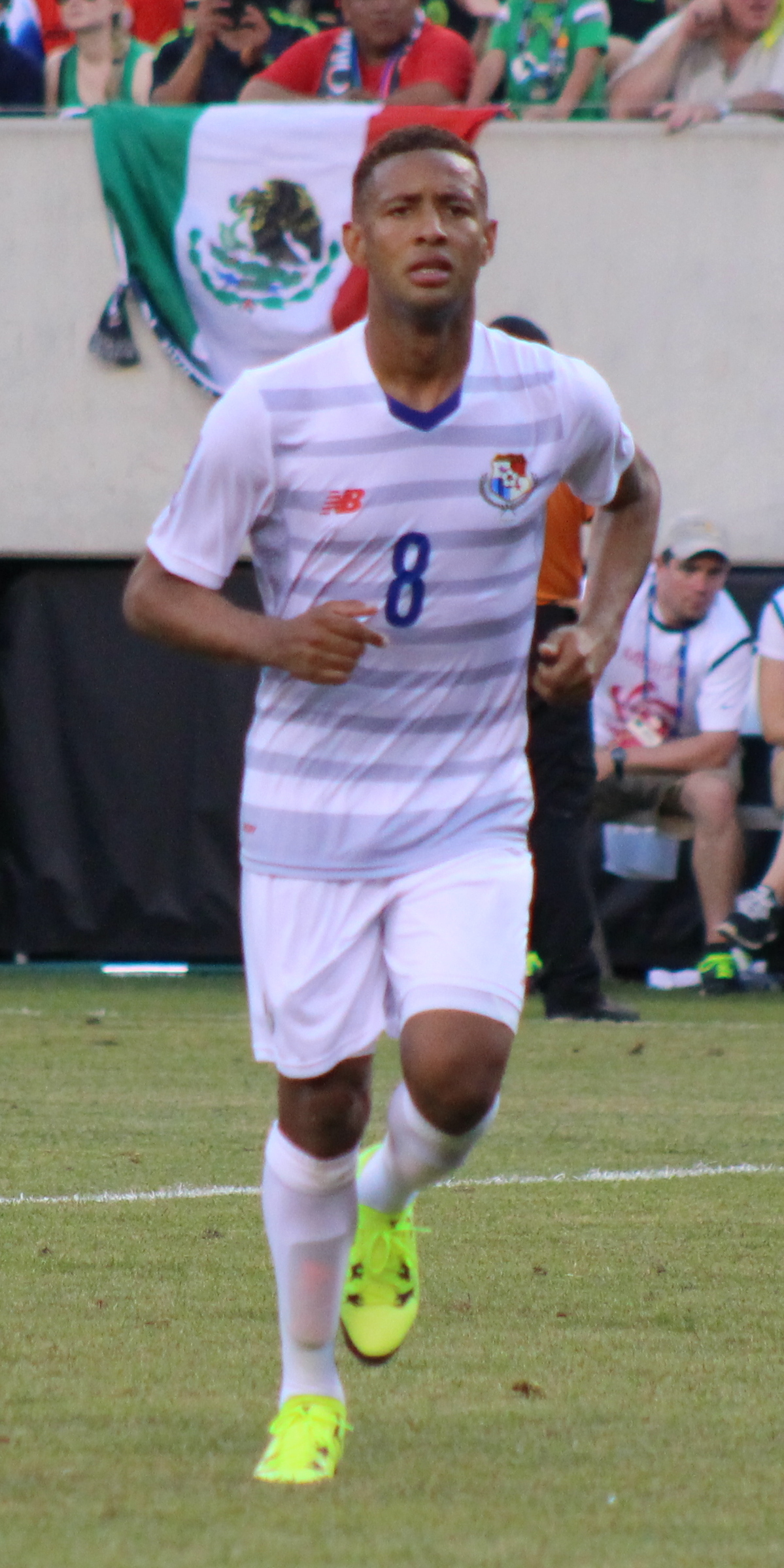
Gabriel Torres en un partido contra la selección de México.

Ha sido internacional con la Selección de fútbol de Panamá. Su debut se produjo el 8 de octubre de 2005 en un partido frente a la Selección de fútbol de Trinidad y Tobago, con solo 16 años, y convirtiéndose en el jugador más joven en jugar con la selección de Panamá.
En 2007 formó parte de la selección Sub-20 que participó en la Copa Mundial de Fútbol Sub-20 de 2007, donde fue el capitán del equipo. A fines de 2007 también formó parte de la selección que participó en el torneo preolímpico. 
Participó junto al seleccionado panameño del segunda hexagonal que ha disputado ese país en su historia con miras a Brasil 2014 ocupando el quinto lugar el cual no les permitió el repechaje al mundial. También participó en la Copa de Oro de 2013 obteniendo el subcampeonato del torneo y demostrando así de que la selección panameña estaba pasando un buen momento. En ese torneo hicieron propios récords como ser el primer equipo en anotar más de 5 goles en cuartos de final, y ganarle a la selección mexicana consecutivamente en menos de 3 semanas. Adicionalmente Torres fue el goleador del torneo empatado con Landon Donovan y Chris Wondolowski.

### Participaciones en Copas del Mundo
| Mundial                               | Sede   | Resultado    | Partidos | Goles |
| ------------------------------------- | ------ | ------------ | -------- | ----- |
| Copa Mundial de Fútbol Sub-20 de 2007 | Canadá | Primera fase | 3        | 0     |
| Copa Mundial de Fútbol de 2018        | Rusia  | Primera fase | 2        | 0     |

### Participaciones en Copa de Oro
| Copa             | Sede(s)                               | Resultado        | Partidos | Goles |
| ---------------- | ------------------------------------- | ---------------- | -------- | ----- |
| Copa de Oro 2011 | Estados Unidos                        | Semifinal        | 2        | 0     |
| Copa de Oro 2013 | Estados Unidos                        | Subcampeón       | 5        | 5     |
| Copa de Oro 2015 | Estados Unidos - Canadá               | Tercer lugar     | 2        | 0     |
| Copa de Oro 2017 | Estados Unidos                        | Cuartos de final | 4        | 2     |
| Copa de Oro 2019 | Estados Unidos - Costa Rica - Jamaica | Cuartos de final | 4        | 1     |
| Copa de Oro 2021 | Estados Unidos                        | Primera fase     | 1        | 0     |

### Participaciones en Copa América
| Copa                    | Sede           | Resultado    | Partidos | Goles |
| ----------------------- | -------------- | ------------ | -------- | ----- |
| Copa América Centenario | Estados Unidos | Primera fase | 2        | 0     |

### Selección nacional
| Panamá | Panamá   | Panamá |
| Año    | Partidos | Goles  |
| ------ | -------- | ------ |
| 2005   | 2        | 0      |
| 2006   | 4        | 1      |
| 2007   | 4        | 0      |
| 2008   | 1        | 0      |
| 2009   | 3        | 0      |
| 2010   | 5        | 1      |
| 2011   | 11       | 0      |
| 2012   | 1        | 0      |
| 2013   | 12       | 7      |
| 2014   | 5        | 0      |
| 2015   | 3        | 0      |
| 2016   | 6        | 1      |
| 2017   | 13       | 5      |
| 2018   | 7        | 0      |
| 2019   | 7        | 3      |
| 2020   | 2        | 0      |
| 2021   | 8        | 4      |
| 2022   | 8        | 2      |
| Total  | 102      | 24     |

### Goles internacionales
| Goles internacionales          | Goles internacionales    | Goles internacionales                                  | Goles internacionales | Goles internacionales | Goles internacionales | Goles internacionales       |
| No                             | Fecha                    | Estadio                                                | Rival                 | Marcador              | Resultado             | Evento                      |
| ------------------------------ | ------------------------ | ------------------------------------------------------ | --------------------- | --------------------- | --------------------- | --------------------------- |
| 1.                             | 6 de septiembre de 2006  | Estadio Mateo Flores, Ciudad de Guatemala, Guatemala   | Guatemala             | 2–1                   | 2–1                   | Amistoso                    |
| 2.                             | 12 de octubre de 2010    | Estadio Rommel Fernández, Panamá, Panamá               | Perú                  | 1–0                   | 1–0                   | Amistoso                    |
| 3.                             | 7 de julio de 2013       | Estadio Rose Bowl, Pasadena, EE. UU.                   | México                | 1–0                   | 2–1                   | Copa Oro 2013               |
| 4.                             | 7 de julio de 2013       | Estadio Rose Bowl, Pasadena, EE. UU.                   | México                | 2–1                   | 2–1                   | Copa Oro 2013               |
| 5.                             | 11 de julio de 2013      | CenturyLink Field, Seattle, EE. UU.                    | Martinica             | 1–0                   | 1–0                   | Copa Oro 2013               |
| 6.                             | 20 de julio de 2013      | Georgia Dome, Atlanta, EE. UU.                         | Cuba                  | 1–1                   | 6–1                   | Copa Oro 2013               |
| 7.                             | 20 de julio de 2013      | Georgia Dome, Atlanta, EE. UU.                         | Cuba                  | 2–1                   | 6–1                   | Copa Oro 2013               |
| 8.                             | 10 de septiembre de 2013 | Estadio Nacional de Tegucigalpa, Tegucigalpa, Honduras | Honduras              | 1–1                   | 2–2                   | Clasificatorias Brasil 2014 |
| 9.                             | 15 de octubre de 2013    | Estadio Rommel Fernández, Panamá, Panamá               | Estados Unidos        | 1–0                   | 2–3                   | Clasificatorias Brasil 2014 |
| 10.                            | 2 de septiembre de 2016  | Estadio Rommel Fernández, Panamá, Panamá               | Jamaica               | 1–0                   | 2–1                   | Clasificatorias Rusia 2018  |
| 11.                            | 12 de julio de 2017      | Raymond James Stadium, Tampa, EE. UU.                  | Nicaragua             | 2–1                   | 2–1                   | Copa Oro 2017               |
| 12.                            | 15 de julio de 2017      | Estadio FirstEnergy, Cleveland, EE. UU.                | Martinica             | 3–0                   | 3–0                   | Copa Oro 2017               |
| 13.                            | 5 de septiembre de 2017  | Estadio Rommel Fernández, Panamá, Panamá               | Trinidad y Tobago     | 1–0                   | 3–0                   | Clasificatorias Rusia 2018  |
| 14.                            | 10 de octubre de 2017    | Estadio Rommel Fernández, Panamá, Panamá               | Costa Rica            | 1–1                   | 2–1                   | Clasificatorias Rusia 2018  |
| 15.                            | 9 de noviembre de 2017   | Stadion Graz-Liebenau, Graz, Austria                   | Irán                  | 1–2                   | 1–2                   | Amistoso                    |
| 16.                            | 6 de julio de 2019       | FirstEnergy Stadium, Cleveland, Estados Unidos         | Guyana                | 1–4                   | 2–4                   | Copa Oro 2019               |
| 17.                            | 6 de septiembre de 2019  | Estadio Nacional de las Bermudas, Hamilton, Bermudas   | Bermudas              | 0–1                   | 1–4                   | Liga de Naciones 2019-20    |
| 18.                            | 6 de septiembre de 2019  | Estadio Nacional de las Bermudas, Hamilton, Bermudas   | Bermudas              | 1–3                   | 1–4                   | Liga de Naciones 2019-20    |
| 19.                            | 5 de junio de 2021       | Estadio Nacional, Panamá, Panamá                       | Anguila               | 4–0                   | 13–0                  | Clasificatorias Catar 2022  |
| 20.                            | 5 de junio de 2021       | Estadio Nacional, Panamá, Panamá                       | Anguila               | 7–0                   | 13–0                  | Clasificatorias Catar 2022  |
| 21.                            | 5 de junio de 2021       | Estadio Nacional, Panamá, Panamá                       | Anguila               | 9–0                   | 13–0                  | Clasificatorias Catar 2022  |
| 22.                            | 5 de junio de 2021       | Estadio Nacional, Panamá, Panamá                       | Anguila               | 11–0                  | 13–0                  | Clasificatorias Catar 2022  |
| 23.                            | 30 de marzo de 2022      | Estadio Rommel Fernández, Panamá, Panamá               | Canadá                | 1–0                   | 1–0                   | Clasificatorias Catar 2022  |
| 24.                            | 9 de junio de 2022       | Estadio Rommel Fernández, Panamá, Panamá               | Martinica             | 1–0                   | 5–0                   | Liga de Naciones 2022-23    |
| Actualizado 9 de junio de 2022 |                          |                                                        |                       |                       |                       |                             |

## Estadísticas
| Club                              | Temporada | Liga  | Liga  | Copa Nacional | Copa Nacional | Copa Internacional | Copa Internacional | Total | Total |
| Club                              | Temporada | Part. | Goles | Part.         | Goles         | Part.              | Goles              | Part. | Goles |
| --------------------------------- | --------- | ----- | ----- | ------------- | ------------- | ------------------ | ------------------ | ----- | ----- |
| Chepo · Panamá                    | 2003-04   | —     | —     | —             | —             | —                  | —                  | ?     | ?     |
| Chepo · Panamá                    | 2004-05   | —     | —     | —             | —             | —                  | —                  | ?     | ?     |
| Chepo · Panamá                    | Total     |       |       |               |               |                    |                    |       |       |
| San Francisco · Panamá            | 2005-206  | —     | —     | —             | —             | —                  | —                  | ?     | ?     |
| San Francisco · Panamá            | 2006-07   | —     | —     | —             | —             | —                  | —                  | ?     | ?     |
| La Equidad · Colombia             | 2008      | 26    | 6     | —             | —             | —                  | —                  | 26    | 6     |
| La Equidad · Colombia             | Total     | 26    | 6     | 0             | 0             | 0                  | 0                  | 26    | 6     |
| América de Cali · Colombia        | 2009      | 1     | 0     | —             | —             | 1                  | 0                  | 2     | 0     |
| América de Cali · Colombia        | Total     | 1     | 0     | 0             | 0             | 1                  | 0                  | 2     | 0     |
| Atlético Huila · Colombia         | 2010      | 6     | 0     | —             | —             | —                  | —                  | 6     | 0     |
| Atlético Huila · Colombia         | Total     | 6     | 0     | 0             | 0             | 0                  | 0                  | 6     | 0     |
| San Francisco · Panamá            | 2010-11   | 33    | 7     | —             | —             | 6                  | 1                  | 39    | 8     |
| San Francisco · Panamá            | Total     | 33    | 7     | 0             | 0             | 6                  | 1                  | 39    | 8     |
| Zamora FC · Venezuela             | 2011-12   | 33    | 10    | —             | —             | 2                  | 0                  | 35    | 10    |
| Zamora FC · Venezuela             | 2012-13   | 35    | 22    | —             | —             | —                  | —                  | 35    | 22    |
| Colorado Rapids Estados Unidos    | 2013      | 8     | 3     | 1             | 1             | —                  | —                  | 9     | 4     |
| Colorado Rapids Estados Unidos    | 2014      | 23    | 3     | 1             | 1             | —                  | —                  | 24    | 4     |
| Colorado Rapids Estados Unidos    | 2015      | 25    | 4     | —             | —             | —                  | —                  | 25    | 4     |
| Colorado Rapids Estados Unidos    | Total     | 56    | 10    | 2             | 2             | 0                  | 0                  | 58    | 12    |
| Zamora FC · Venezuela             | 2016      | 23    | 22    | —             | —             | —                  | —                  | 23    | 22    |
| Zamora FC · Venezuela             | Total     | 91    | 54    | 0             | 0             | 2                  | 0                  | 93    | 54    |
| Lausana-Sport · Suiza             | 2016-17   | 30    | 8     | 1             | 0             | —                  | —                  | 31    | 8     |
| Lausana-Sport · Suiza             | 2017      | 12    | 0     | 2             | 0             | —                  | —                  | 14    | 0     |
| Lausana-Sport · Suiza             | Total     | 42    | 8     | 3             | 0             | 0                  | 0                  | 45    | 8     |
| Huachipato · Chile                | 2018      | 30    | 15    | —             | —             | —                  | —                  | 30    | 15    |
| Huachipato · Chile                | Total     | 30    | 15    | 0             | 0             | 0                  | 0                  | 30    | 15    |
| Universidad de Chile · Chile      | 2019      | 12    | 1     | —             | —             | 2                  | 0                  | 14    | 1     |
| Universidad de Chile · Chile      | Total     | 12    | 1     | 0             | 0             | 2                  | 0                  | 14    | 1     |
| Independiente del Valle · Ecuador | 2019      | 13    | 3     | —             | —             | 7                  | 2                  | 20    | 5     |
| Independiente del Valle · Ecuador | 2020      | 22    | 16    | —             | —             | 6                  | 4                  | 28    | 20    |
| Independiente del Valle · Ecuador | Total     | 35    | 19    | 0             | 0             | 13                 | 6                  | 48    | 25    |
| Pumas de la UNAM · México         | 2021      | 20    | 1     | 0             | 0             | 0                  | 0                  | 20    | 1     |
| Pumas de la UNAM · México         | Total     | 20    | 1     | 0             | 0             | 0                  | 0                  | 20    | 1     |
| LD Alajuelense · Costa Rica       | 2021      | 13    | 5     | 0             | 0             | 1                  | 0                  | 14    | 5     |
| LD Alajuelense · Costa Rica       | Total     | 13    | 5     | 0             | 0             | 1                  | 0                  | 14    | 5     |
| CD Antofagasta · Chile            | 2022      | 21    | 5     | 0             | 0             | 5                  | 0                  | 26    | 5     |
| CD Antofagasta · Chile            | Total     | 21    | 5     | 0             | 0             | 5                  | 0                  | 26    | 5     |
| Zamora FC · Venezuela             | 2023      | 0     | 0     | 0             | 0             | 0                  | 0                  | 0     | 0     |
| Zamora FC · Venezuela             | Total     | 0     | 0     | 0             | 0             | 0                  | 0                  | 0     | 0     |
| Total                             | Total     | 375   | 131   | 5             | 2             | 29                 | 7                  | 403   | 139   |

### Tripletes
| 1 | 24 de febrero de 2018    | CAP, Talcahuano                         | Huachipato - Universidad de Concepción |  | 3 - 0  | Primera División de Chile 2018 |
| 2 | 28 de septiembre de 2018 | Estadio Municipal de Quillota, Quillota | San Luis - Huachipato                  |  | 2 - 4  | Primera División de Chile 2018 |
| 3 | 5 de junio de 2021       | Nacional, Ciudad de Panamá              | Anguila - Panama                       |  | 0 - 13 | Clasificación Mundial 2022     |

## Palmarés

### Campeonatos nacionales
| Título                | Club       | País      | Año       |
| --------------------- | ---------- | --------- | --------- |
| Copa Rommel Fernández | Chepo F.C. | Panamá    | 2003      |
| Copa Colombia         | La Equidad | Colombia  | 2008      |
| Primera División      | Zamora FC  | Venezuela | 2012-13   |
| Primera División      | Zamora FC  | Venezuela | 2015-2016 |

### Campeonatos internacionales
| Título            | Club (*)                | Sede     | Año  |
| ----------------- | ----------------------- | -------- | ---- |
| Copa Uncaf        | Selección de Panamá     | Honduras | 2009 |
| Copa Sudamericana | Independiente del Valle | Asunción | 2019 |

(*) Incluyendo la Selección

### Distinciones individuales
| Distinción                                      | Año       |
| ----------------------------------------------- | --------- |
| Goleador Copa Rommel Fernández (18 goles)       | 2003      |
| Goleador de la Segunda División de Panamá       | 2004      |
| Goleador de la Segunda División de Panamá       | 2005      |
| Revelación ANAPROF                              | 2005      |
| Goleador del Torneo Apertura ANAPROF (9 goles)  | 2007      |
| Goleador Primera División Venezolana (20 goles) | 2012-2013 |
| Goleador de la Copa Oro 2013 (5 goles)          | 2013      |
| Goleador Primera División Venezolana (22 goles) | 2015-2016 |